# Бережіть жінок
«Бережі́ть жіно́к» (рос. «Берегите женщин») — український радянський художній фільм, двосерійна музична кінокомедія, знята Одеською кіностудією в 1981 році.

## Сюжет
Молодий журналіст-практикант Женя (Андрій Градов) відряджається в морський порт для того, щоб освоїти на практиці свою професію і написати репортаж про роботу буксирів. За пропозицією начальника порту Айвазова (Гіві Тохадзе) його «впроваджують» в команду одного з буксирів коком. Прийшовши на буксир «Циклон» він дізнається про те, що весь його екіпаж складається з дівчат — дочок керівних працівників порту.
Дівчата намагаються довести батькам свою самостійність і те, що вони теж можуть служити на флоті. Батьки, навпаки, намагаються показати їм, що це не жіноча справа. Саме тому дівчат призначають на старий буксир, що виробив свій ресурс, а як провіант забезпечують одними лише макаронами. На думку батьків, брудна і нецікава робота дуже скоро наскучить їх дочкам і вони самі відмовляться від продовження морської кар'єри.
Екіпаж «Циклону» приймає вороже появу на судні чоловіка, сприймаючи його як лазутчика. Взаємовідношення з новим членом екіпажа не складаються.
Батько однієї з дівчат, завідувач портового складу Дядько Вова (Юрій Медведев), умисне поставляє на «Циклон» тільки макарони, з тим, щоб ще більше отруїти життя екіпажа. Одноманітне і несмачне живлення остаточно псує відносини екіпажа з новим коком. Тим паче, що Женя абсолютно не уміє готувати. Він неприємно вражає дівчат тим, що перед приготуванням макаронів він їх старанно миє, а зрозумівши, що намив дуже багато — розкладає на палубі буксира сушитися. Дуже скоро дівчата оголошують йому бойкот і перестають з ним розмовляти.
В цей час Женя знайомиться з молодим інженером судноремонтного заводу Костіком (Ігор Скляр) і його друзями — учасниками самодіяльного ансамблю. Поступово Женя вливається в їх колектив. Музиканти починають приходити на «Циклон». Але неприязне відношення до нього дівчата автоматично переносять і на його нових друзів. Капітан буксира Люба забороняє проводити на «Циклоні» репетиції ансамблю. Через це під загрозою зриву виступ колективу на важливому концерті. Незграбна спроба комсомольського активіста (Юрій Кузьменко) виправити ситуацію, вийшовши на сцену замість відсутнього учасника ансамблю, приводить до конфузу.

## В ролях
- Андрій Градов — Женя Масловський, журналіст
- Марина Шиманська — Люба, капітан буксира
- Ігор Скляр — Костик, інженер і учасник ансамблю
- Юрій Медведєв — Дядько Вова, начальник складу
- Гіві Тохадзе — Айвазов, начальник порту
- Світлана Пєнкіна — Оля
- Олена Кокалевська — Галя
- Галина Венивітінова — Валя
- Юрій Захаренков — Вадим, керівник ансамблю
- Альгіс Арлаускас — Сергій, учасник ансамблю
- Юрій Кузьменко — Остапенко, комсомольський активіст
- Олена Козелькова — Начальник портофлоту

## Знімальна група
- Автори сценарію: Анатолій Козак, Віктор Макаров
- Режисери-постановники: Віктор Макаров, Олександр Полинніков
- Оператори-постановники: Олександр Полинніков, Аркадій Повзнер
- Художник-постановник: Володимир Шинкевич
- Композитор: Юрій Антонов
- Тексти пісень: Леонід Фадєєв, Ілля Рєзнік, О. Жуков, Михайло Таніч
- Режисер: В. Зайцева
- Режисер по монтажу: Валентина Олійник
- Звукооператор: Едуард Гончаренко
- Оператор: В. Булаєнко
- Художник-гример: Г. Волошин
- Художник по костюмах: Віолетта Ткач
- Редактор: Євгенія Рудих
- Музичний редактор: Г. Бурименко.
- Директор фільму: Ольга Сеніна

## Цікаві факти
- Фільм «Бережіть жінок» став першою роботою в кіно популярного співака і композитора Юрія Антонова.
- У фільмі звучать пісні у виконанні Юрія Антонова і популярної в ті роки рок-групи «Аракс».
- Буксир «Циклон», що знявся у фільмі, був побудований в Нью-Йорку в 1944 році та носив там назву «ST490» US Army. Судно це було відоме тим, що після передачі СРСР в 1947 році воно прийшло до Одеси з Нью-Йорка своїм ходом.
- На момент знімання актриса Марина Шиманська була вже одружена з Альгіс Арлаускас і чекала дитину, так що знімали її тільки анфас, щоб не було видно животик. На початку 90-х подружжя переїхало жити до Іспанії. Там актриса вивчила іспанську мову і разом з чоловіком стала викладати акторську майстерність у власній невеликій школі, де готують акторів і сценаристів. У 2013 році Альгіс пішов від Шиманської до іншої жінки, а у 2016-му був оформлений офіційне розлучення. У акторів двоє спільних дітей, дочка і син.

## Технічні дані
- Виробництво: Одеська кіностудія, За замовленням державного комітету СРСР з телебачення і радіомовлення.
- Художній фільм, кольоровий.
- 2 серії.
- Обмеження за віком: без обмежень.
- Знятий на плівці Шосткинського хімкомбіната «Свема».